# シトカの戦い
シトカの戦い（シトカのたたかい、英:Battle of Sitka）は、1804年にノヴォアルハンゲリスク（ロシア語: Новоархангельск、現シトカ）で起こったヨーロッパ人とアラスカ先住民族との間の最後の大きな戦闘である。この2年前のロシア交易拠点の破壊に対応して行われた。戦いに加わった先住民族はシトカ島（バラノフ島）のトリンギット族キクスアディ派であり、ロシアはロシア・アメリカン会社（露米会社）の代理人であった。ロシアの最初の攻撃時に遠征隊長のアレクサンドル・バラノフが重傷を負って反撃されたので、海軍の応援を頼み、トリンギット族のシスキノーウ砦に艦砲射撃を加え、数日間後に周辺の森の中にトリンギット族を追い出した。ロシアの勝利は決定的なものであり、トリンギット族は先祖伝来の土地から恒久的に追い出される結果となった。トリンギット族は北方に逃げて隣接するチチャゴフ島に新しい集落を造った。
両者の間の敵愾心は大方は消えていったが、先住民族からの散発的なロシア開拓地に対する攻撃が1858年頃まで続いた。戦場跡はシトカ国定歴史公園として保存されてきた。2004年9月、戦闘から200周年を記念し、ロシア側指導者バラノフの直系子孫が出席して、キクスアディ戦士の子孫と伝統的な「泣きの儀式」を行って、亡くなった先祖を公式に弔った。

## 背景
先住民族トリンギット族のキクスアディ（フロッグ/レイブン一族）派は、1万年にも亘ってシトカ島（今日のバラノフ島）を含むアラスカ・ペンハンドルの部分を支配してきた。ロシア・アメリカン会社の前身であるシェリコフ＝ゴリコフ会社の支配人アレクサンドル・バラノフは、新しいラッコの狩り場を求めて1795年に「エカテリーナ」号に乗ってこの島を初めて訪れた。バラノフは島で交易を行う際に「侵入者」を防ぐため、土地に入る権利を得る代償をトリンギット族に少額ながら支払った。
1799年5月25日、バラノフとロシア・アメリカン会社の雇員100名（先住民の妻も伴っていた）の移民集団がロシア帝国海軍のカッター「オルガ」とスループ・オブ・ウォー「コンスタンチン」に乗船してシトカ湾に到着した。これには550艘のバイダルカ船の船隊が付いており、600名ないし1,000名のアレウト族護衛を載せていた。この一団は先住民族との摩擦を避けるためにトリンギット族の造ったノーウ・トライン（大きな砦）のある戦略的に重要な丘の横は通過し、トリンギット族集落の北7マイル (11 km)の2番目に良いと思った地点に上陸した。カトリアンスキー湾のロシア人開拓地、セント・ミカエル砦は、今日では「スターリー・ギャバン」湾すなわち「古い港」として知られている。その基地には、大きな倉庫、鍛冶屋、牛小屋、兵舎、防御柵、監視小屋、浴場、狩人用宿舎およびバラノフの住居が備えられた。
「コロシ」（トリンギット族をロシア人はこう呼んだ）は当初は新参者を歓迎したが、直ぐに敵対心が成長していった。キクスアディ派はロシア交易業者が先住民の女性を妻にする習慣に反発しており、「シトカ」の者を部外者の「カルガ」すなわち奴隷と見ていた他のトリンギット族から嘲られていた。おそらくこの種族はアレウト族のラッコなどを狩る技能が優れていることを羨んでもいた。キクスアディ派はロシア人が居続けることはその皇帝への忠誠を求めているということであり、それ故に島の資源について2つの集団間の競争が激化して奪い合いになる労働力の提供を期待されていることを認識するようになった。
1799年の冬、トリンギット族による基地の攻撃は何度か失敗し、植民地経営は繁栄していた。バラノフは1800年に急用でロシア領アメリカの当時の首都コディアックに戻ることになった。ワシリー・G・メドベドニコフが指揮者となり、22名のロシア人と55名のアレウト族が基地に残ることになった。1802年春、セント・ミカエル砦の住人は29名のロシア人、3名のイギリス人脱走兵、200名のアレウト族および数名のコディアックの女性となった。ハドソン湾会社の後援でイギリス人が北方アングーンのトリンギット族と1801年に会合を持ち、毛皮の排他的交易権と引き替えに武器弾薬を供給しているとの噂が立った。
1802年6月20日、カースダ・ヘーン（インディアン川）と近くのクラブ・アップル島のトリンギット族戦士の一団が、「悪魔の化粧」をし、木彫りの動物仮面を被ってロシアの基地を攻撃した。先住民族は槍や当時として最新式の火器で武装していた。火器については、イギリス、フランス、スペインおよびアメリカの船がインサイド・パッセージをしばしば訪れ売り渡していた。シュコールイェール酋長に率いられた攻撃部隊は20名のロシア人と130名近いアレウト族の男性を皆殺しした。兵舎や倉庫を略奪して火を付け、建造中の船を破壊し、残った女子供を奴隷にした。
数名のロシア人とアレウト族が狩りのために基地を離れており、また森に逃げ込んだ者もいて、湾内に停泊していた2隻の外国船に辿り着いて攻撃のことを知らせた。簡単な交渉によって、トリンギット族はボストン船籍のアメリカ船「アラート」の指揮官に生き残った者の引き渡しに合意した。やはり近くに停泊していたイギリス船「ユニコーン」のジェイムズ・バーバー船長は、シュコールイェール酋長以下数名の戦士を船上に誘い、ブリッグ船内に拘留して、結果的に残っていた1名のロシア人と18名のアレウト族と交換した（襲撃で奪った4,000枚のラッコ生皮も取った）。
「ユニコーン」はコディアックに向かい、6月24日に生き残った者を届けるとともにバラノフに襲撃について知らせた。バーバーは開拓者を引き渡すことと引き替えに1万ルーブルを絞り取った（それでも元々の要求の20％に過ぎなかった）。

## ロシアの反撃
キクスアディの勝利に続いて、トリンギット族のシャーマン、ストーノークウはロシアが必ず軍隊を連れて戻って来ると確信しており、種族の者達に大砲の砲火にも耐えられるよう新しい防御を施すと共に、十分な水の確保も行わせた。強い反対が有ったにも拘わらず、シャーマンの意志が通り、キクスアディは戦争の準備を整えた。シトカから同盟種族に支援を要請する伝令が送られたが反応は無かった。自分達だけでロシア艦隊に対抗するしかなかった。
トリンギット族は、シスキノーウ砦（ヤング・サプリングス砦）を建設した。砦の大きさは概略で縦240フィート (73 m)横165フィート (50 m)あり、湾に向かって長く拡がる小石浜を利点にするために、インディアン川河口に近い水際高く造られた。この場合浅瀬に邪魔されてロシア艦が射程内に近づけないと思われた。14の建物とそれを取り囲む厚い木柵壁を造るためにおよそ1,000本のトウヒ材が使われた。キクスアディの作戦は単純なものだった。ノーウ・トライン砦でロシア軍の強さと意志を推し量り、次に安全と考えられる新しい砦に戦略的な撤退を行うというものだった。
バラノフは、1804年9月遅くにシトカ湾に戻ってきた。乗艦はスループ・オブ・ウォー「ネバ」で、長さ200フィート (61 m)、3本マストで排水量は約350米トン（360メトリックトン）であった。「ネバ」は最近就役したばかりの最新技術を導入した戦艦でありイギリスで設計・建艦され（「テムズ」と命名されていた）、搭載大砲は14門、50名の訓練された乗組員が操船していた。ロシアでは初めて世界を周航できる艦でもあった。船長はユーリ・ヒョードロビッチ・リシャンスキー海軍少佐であった。他に「エルマーク」と2隻の武装小型帆船があり、150名のプロミシュレニクス（毛皮交易業者）が乗っていた。また250隻のバイダルカ船に400ないし500名のアレウト族が乗って随いてきていた。
この戦いではロシアの方に開始時点から運がついていた。9月29日、ロシアは冬の集落の岸に行った。リシャンスキーは、この地をバラノフ知事が生まれた地域の最大都市に因んで、「ノボ・アルハンゲリスカヤ・ミハイロフスカヤ」（ニューアークエンジェル・セイントマイケル）と名付けた。バラノフは直ぐにトリンギット族の集落に使節を送りノーウ・トラインでの交渉を申し出たが、すべて拒絶された。トリンギット族は単にロシア人を長く引き留めておき、その間に冬の集落を棄てて、敵に気付かれないうちに新しい砦を占領しておこうという考えだった。
しかし、キクスアディが「シャーセイイ・アン」（ジェイムズタウン湾）近くの島に貯蔵していた火薬を取りに少数の武装部隊を派遣した時、闇に紛れて行くのではなく白昼堂々と戻ろうとしたこの集団は、ロシア軍に見付けられて短時間の戦闘に突入した。トリンギット族が火薬を運んでいたカヌーに弾が当たり、積荷に火が付いて爆発した。硝煙が晴れると、トリンギット族の各家を代表する上流階級の若者（すべて一族の将来の指導者）、尊敬を集めていた年長者で構成されていた部隊が掻き消えていた。バラノフの使者がトリンギット族に送られ、ロシア艦は間もなく新しい砦に砲撃を開始すると伝えさせた。

### 1日目
10月1日頃、「ネバ」はインディアン川河口近くの浅瀬に向かった。バラノフが率いるロシア上陸部隊は400名のアレウト族ととみに軽装歩兵のような戦列を組み、トリンギット族の砦を襲ったが銃による連続射撃に遭った。アレウト族は恐慌に陥って戦列を乱し、バイダルカの待つ海岸へ撤退した。
キクスアディの戦士は、新しい戦闘酋長「カリヤーン」（カトリアン）に率いられており、ワタリガラスの仮面を被り鍛冶屋の金槌で武装しシスキノーウ砦から飛び出して、接近戦を仕掛けてきた。近くの林の中から別のトリンギット族部隊が出てきて挟み撃ちにした。バラノフは重傷を負い、ロシア軍は水際まで退いた。この時に「ネバ」が撤退を支援するために砲撃を開始した。攻撃隊のうち12名が戦死し多数が負傷した。ロシア軍は海岸に小さな大砲を何門か残していくしかなかった。
その夜、トリンギット族はロシアの攻撃を撃退したことで喜びに沸いた。

### 2日目
バラノフが傷を負って指揮を執れなくなったので、リシャンスキーが代わりに指揮を執ることになり、艦からトリンギット族基地に向けて艦砲射撃の開始を命じた。最初の砲弾は距離を測るものであり、最適な砲撃条件を決めようとした。ロシア軍は砦の防柵を破れないことが分かると、午後早くに砲撃を止め休戦の旗を持った使者を上陸させた。
防柵は木製で厚く強固なので、我々の砲撃では1ケーブル長 (219 m)の距離からでも貫通できない。—「ネバ」船長ユーリ・ヒョードロビッチ・リシャンスキー少佐の記録から。
キクスアディの者達を喜ばせたことに、伝令の要求は降伏であり、ニベもなく拒絶した。トリンギット族はロシア軍こそ降伏すべきと返事を伝えさせたがこれも拒否された。ロシアの砲撃が再開され日没まで続いた。夜になって、キクスアディはその事態を検討する会議を開いた。彼らは全て、ロシア軍が前日に多くの損失を被ったために、新たな地上戦は掛けて来ないと信じた。トリンギット族の目標はできるだけ長引かせて、北方の同族が到着して増援してくれることであったが、弾薬の量が限られていたために包囲戦に耐えられるのも限界があることと、そのために究極的な勝利の見込が薄いことが問題だった。トリンギット族は戦術の変更が望ましいという結論になった。戦場で敗北する屈辱を味わうよりも、全員で周りの森の中に隠れてしまい（ロシア軍は森の中では戦ってこないと感じていた）島の北方に新たな集落を作り上げてしまうという戦略を作った。

### 3日目
日の出とともに、「ネバ」とその護衛艇がトリンギット族の砦への砲撃を再開した。キクスアディは休戦の使者を送って、捕虜の交換、協議の継続および降伏の可能性すら仄めかした。ロシア軍が知らないうちに、一族の老人と子供達は既に「ガヤー・ヘーン」（オールド・シトカ）への移動を始めていた。夜になって、族長達が再び集まり、島を横切る移動について話し合った。子供のいる母親は翌朝出発することにした。

### 4日目
軍艦からの砲撃は夜明けとともに始まったが、キクスアディに対してロシア軍が休戦の申し出を行うために定期的に休止された。申し出は拒絶された。その午後、トリンギット族からの反応は、戦争に飽きてきたからロシアの要求に従って翌日シスキノーウ砦を明け渡すというものだった。日が沈むと、トリンギット族は新しい砦で最後の会合を開いた。年老いた者は、恐ろしい敵に対してキクスアディの土地を守り抜いた一族の者達を褒め称えた。一族は集まって最後の歌を歌い、最後は騒々しい太鼓の連打ともの悲しい叫び声で終わった。ロシア軍はこれを降伏の合図だと解釈した。
トリンギット族は闇に紛れて見とがめられることもなく脱出した。

## その後
キクスアディが「白鳥の歌」を謳って出発したあとで、ロシア軍が海岸を確保しシスキノーウの周りを偵察したのは10月7日だった。ロシア軍は先住民が一人も居ないことを知って驚かされた。ロシア軍は知らなかったが、トリンギット族は今日「シトカ・キクスアディ生き残りの行進」と呼ばれる船出をしていた。
10月8日、リシャンスキー船長は放棄されたトリンギット族の砦を訪れそこで見たものの印象を書き残した。
上陸してみると、最も頑なな心でも震えたじろがせる野蛮な光景を目にした。赤ん坊や犬の声でも聞こえるのではないかと森の中を探ったが、シトカの人々はそれら全てに死を与えていた。全体の雰囲気から判断すると砦には少なくとも800名の男性ばかりが居たと結論づけた。
砦は徹底的に破壊され二度とロシアに対する反攻のために使われないようにした。「ネバ」は11月10日にシトカ湾に向かった。

### シトカ・キクスアディの生き残りの行進
トリンギット族の最初の行程は徒歩で「ガヤー・ヘーン」から「ダヘイト」へ行くことだった。そこは伝統的な先住民の食料である数の子を毎年5月に収穫するナクワシナ湾の漁場であった。そこから、山地を横切って北の「チャートル・カーノーウ」に至る道は憶測するしかない。チャートル・カーノーウにはペリル海峡のポイント・クレイブンにあるキクスアディの「ハリバット砦」があった。しかし、ベラノフ島の北西にある湾を回る海岸ルートが島の深い森を避けられるのでありそうなコースである。これはシトカ・クワーン（シトカ族）に関するハーブおよびフランク・ホープによって行われた最初の調査によって裏付けられている。アカスギの幹で作られたカヌーであれば、チチャゴフ島までの海洋も航海できた。
戦闘の後も幾らかの戦士が「ノーウ・トライン」の近辺に後衛として残され、ロシア人開拓者に嫌がらせを行い、またキクスアディが北へ逃げ延びる間ロシア軍の追跡を防いだ。その後間もなく8名のアレウト族罠猟師がジェイムズタウン湾で殺され、またニューアークエンジェルの近くの森で撃たれた者もいた。その時点から後は、ロシアの猟師の一隊が大勢で出かけてそれ以上の攻撃が無いように警戒した。キクスアディは他のトリンギット族にいかなる場合もロシア軍と接触しないように推奨した。

### ロシア領アラスカ

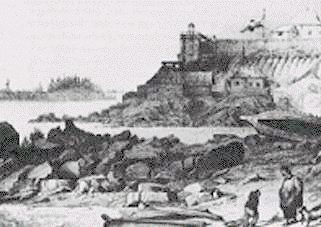
ロシアの砦の防柵

「ノーウ・トライン」の「ケコール」（丘）の上には、ロシア軍が自軍の砦（krepost）を建設し、トリンギット族の攻撃に備えて、高い木製の柵壁と3基の望楼および32門の大砲を備えた。1805年の夏までに、砦の中には8棟の建物が建てられ、作業場、宿舎および知事の宿舎に宛てられた。キクスアディは毎年インディアン川河口近くの「ヘリング・ロック」に遠征を行う他は、1821年まで拡大する植民地との問題を避けていた。ロシアは先住民族の狩りの腕前から利益を得ることを期待し、開拓地に対する散発的な襲撃を終わらせたいと考え、トリンギット族にシトカに戻るよう要請した。シトカは1808年にロシア領アメリカの新しい首都に指定されていた。

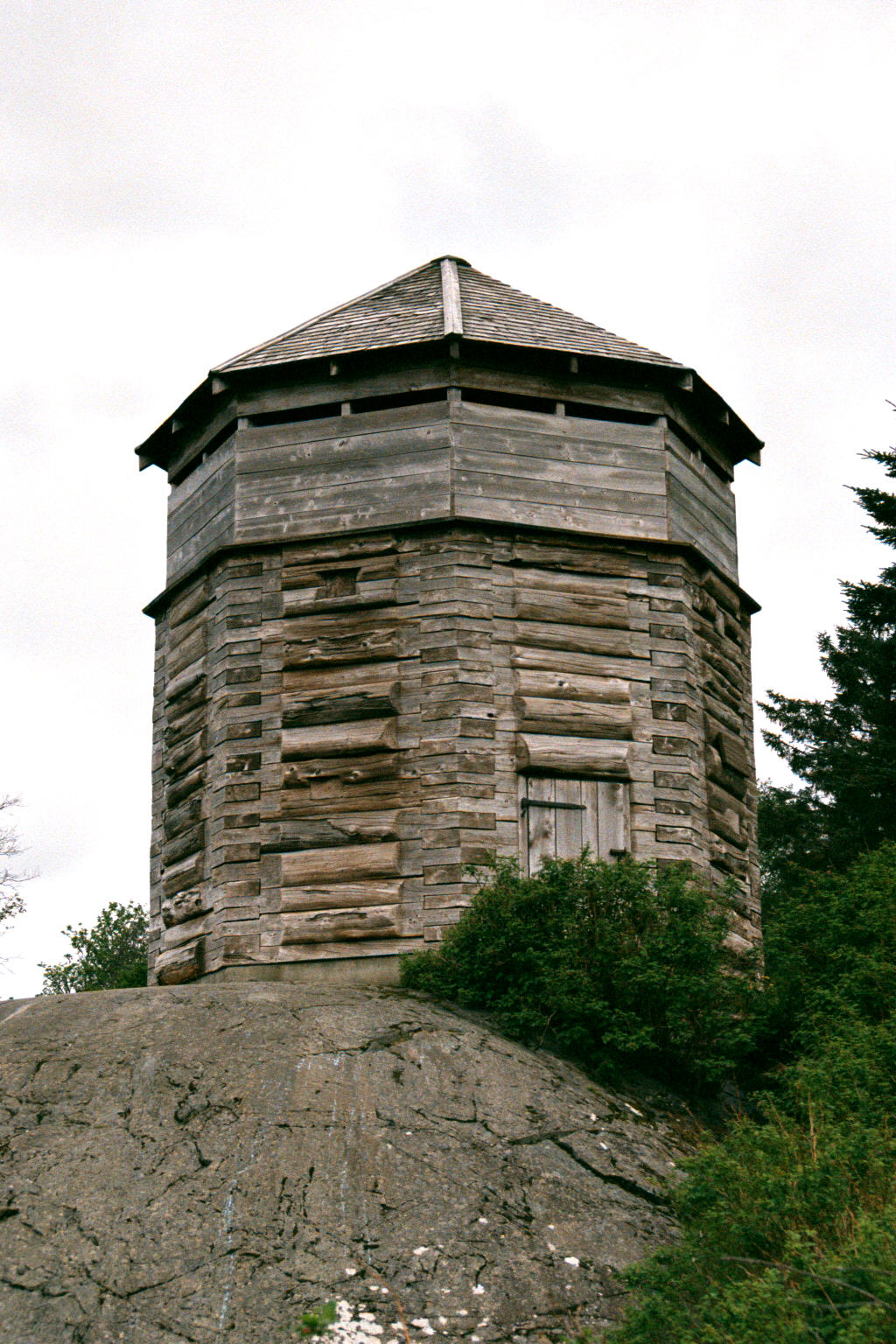
1962年に復元されたロシアの砦の望楼

戻ることを選んだトリンギット族は「基地の丘」のしっかりと守られた防御柵の直ぐ下の集落の一部（この地域は1965年ころまで「ランチェ」と呼ばれた）に住むことを許された。ロシア軍の砲兵隊は常に訓練されて、「シスキノーウ」で敗北したことを思い出させた。キクスアディは入植者に栽培法を教えられたトウモロコシを含み食料やラッコの生皮をロシア人に供給し、入植者はトリンギット族にロシアの文化やロシア正教会の様々な面を教えた。トリンギット族による反攻はときたま起こり、1855年の重大な武装蜂起の後、1858年までに終息した。ロシア領アメリカが1867年にアメリカ合衆国に売却され、ロシアの財産は全て、アメリカ会社とともに清算された。この領有権移行に伴い、土地のトリンギット族の多くの長老はロシアが売却できる権利があるのは「キャッスル・ヒル」だけだと主張した。トリンギット族の主張は20世紀後半まで顧みられることがなく、1971年のアラスカ先住民権益措置法によって決着した。
1880年の国勢調査によれば、キクスアディの伝統的な夏の漁場であるインディアン川近くに住んでいたトリンギット族は43名であった。

### 慰霊
アメリカ合衆国大統領ベンジャミン・ハリソンは1890年に「シスキノーウ」を公的な用途に使うものと指定した。1972年10月18日、「アラスカにおけるトリンギット族とロシアの経験を記念するために」戦場跡にシトカ国定歴史公園が設立された。今日、トリンギット族の犠牲者の栄誉を称え、「シスキノーウ」の地に「カルヤーン・ポール」（トーテムポール）が建てられている。戦いで戦死したロシア軍水兵の記念のために、「タ・エートル」がロシア軍が上陸したインディアン川の向こう岸に置かれている。2004年9月、戦いから200年を記念して両軍の戦闘員の子孫が集い、トリンギット族の伝統的な「泣きの儀式」を行って、亡くなった先祖を公式に弔った。翌日、キクスアディは、悲しみの2世紀を「取り払う」和解の儀式を行った。

## 歴史認識のサイト
- National Register of Historic Places #NPS–66000162 — "Baranof Castle Hill" site
- National Register of Historic Places #NPS–66000164 — "Battle of Sitka" site
- National Register of Historic Places #NPS–66000166 — Old Sitka ("Redoubt Saint Michael") site